# Hetian, Guangdong
Hetian (kinesiska: 河田) är en köping i sydöstra Kina. Den ligger i Luhe härad i staden Shanwei i provinsen Guangdong, omkring 240 kilometer öster om provinshuvudstaden Guangzhou. Antalet invånare är 87 677. Befolkningen består av 42 008 kvinnor och 45 669 män. Barn under 15 år utgör 24,0 %, vuxna 15-64 år 67 %, och äldre över 65 år 7,0 %.